# Stone Nyirenda
Stone Nyirenda, né le 11 novembre 1963, est un joueur de football international zambien qui évoluait au poste d'attaquant.

## Biographie
Il participe aux Jeux olympiques de 1988 organisés en Corée du Sud. Lors du tournoi olympique, il joue 4 matchs, atteignant le stade des quarts de finale, en étant éliminé par la RFA. Lors de la compétition, il inscrit un but contre l'Irak. 
Il reçoit un total de 13 sélections avec la Zambie, pour 6 buts marqués.
En club, il évolue essentiellement en Belgique.

## Statistiques
| Saison                | Club                  | Championnat           | Championnat | Championnat | Coupe(s) nationale(s) | Coupe(s) nationale(s) | Total | Total |
| Saison                | Club                  | Division              | M.          | B.          | M.                    | B.                    | M.    | B.    |
| 1987-1988             | KRC Harelbeke         | Division 2            | 1           | 0           | 0                     | 0                     | 1     | 0     |
| 1988-1989             | KFC Roulers           | Division 3            | 23          | 9           | 0                     | 0                     | 23    | 9     |
| 1989-1990             | Heirnis Gand          | Promotion             | 19          | 6           | 1                     | 0                     | 20    | 6     |
| 1990-1991             | KFC Izegem            | Promotion             | 6           | 0           | 0                     | 0                     | 6     | 0     |
| 1991-1992             | KFC Izegem            | Promotion             | 25          | 7           | 3                     | 1                     | 28    | 8     |
| 1992-1993             | KFC Izegem            | Promotion             | 19          | 2           | 2                     | 2                     | 21    | 4     |
| 1993-1994             | KFC Izegem            | Division 3            | 21          | 3           | 2                     | 0                     | 23    | 3     |
| Total sur la carrière | Total sur la carrière | Total sur la carrière | 114         | 27          | 8                     | 3                     | 122   | 30    |